# Flora Helvetica
Die Flora Helvetica ist ein Referenzwerk zur Bestimmung der Blütenpflanzen der Schweiz.
Das Werk erschien erstmals 1996 im Haupt Verlag, Bern. Publiziert werden jeweils deutsch- und französischsprachige Ausgaben, die regelmäßig aktualisiert und an botanische Standards angepasst werden. Autoren sind Konrad Lauber (1927–2004) und Gerhart Wagner (* 1920); seit der 4. Auflage ist Andreas Gygax Koautor, Mitarbeiter der Stiftung Info Flora. Die Flora Helvetica gilt als Standardwerk zur Schweizer Flora.
In der Flora Helvetica werden rund 3200 in der Schweiz wild wachsende Blüten- und Farnpflanzen mit Farbfotos abgebildet und beschrieben. Die Artbeschreibung enthält den wissenschaftlichen, deutschen, französischen, italienischen und rätoromanischen Namen, die wichtigsten Merkmale, die ökologischen Ansprüche, die Häufigkeit und das Vorkommen in der Schweiz sowie weitere Informationen wie Gefährdungsgrad, Giftigkeit, pharmazeutische Anwendung, Zeigerwerte, Verbreitungskarten, gesetzlichen Schutz.
Seit 2012 ist die Flora Helvetica auch als App erhältlich. Zudem erschienen im Haupt Verlag weitere thematisch ergänzende Werke wie der Flora Helvetica Exkursionsführer (Bestimmungsschlüssel) oder die Flora Vegetativa (Bestimmungsbuch für Pflanzen in blütenlosem Zustand).